# Petz
Petz est une série de jeux vidéo mettant en scène des animaux virtuels.
Actuellement détenue par Ubisoft, elle s'était écoulé à plus de 25 millions d'exemplaires en 2016.

## Titres
- 1995 : Dogz: Your Computer Pet
- 1996 : Oddballz: Your Wacky Computer Petz
- 1996 : Catz: Your Computer Petz
- 1997 : Catz II: Your Virtual Petz
- 1997 : Dogz II: Your Virtual Petz
- 1998 : Petz
- 1998 : Catz 3: Your Virtual Petz
- 1998 : Dogz 3: Your Virtual Petz
- 1999 : Catz
- 1999 : Dogz
- 1999 : Catz 4
- 1999 : Dogz 4
- 2002 : Catz 5
- 2002 : Dogz 5
- 2004 : Dogz
- 2005 : Catz
- 2005 : Alexandra Ledermann 6 : L'École des champions (Horsez)
- 2006 : Alexandra Ledermann (Horsez)
- 2006 : Dogz: Happy House
- 2006 : Dogz Fashion
- 2006 : Hamsterz Life
- 2006 : Petz: Hamsterz 2
- 2006 : Catz
- 2007 : Alexandra Ledermann : Aventures au galop (Horsez)
- 2007 : Dogz 2 (Petz: Dogz 2)
- 2007 : Catz 2 (Petz: Catz 2)
- 2007 : Petz
- 2007 : Petz Vet
- 2007 : Alexandra Ledermann 2 : Mon aventure au haras (Petz: Horsez 2)
- 2007 : Alexandra Ledermann 8 : Les Secrets du haras (Petz: Horsez 2)
- 2007 : Alexandra Ledermann : Le Haras de la vallée (Petz: Horsez 2)
- 2007 : L'Île aux dauphins : Aventures sous-marines (Petz Wild Animals: Dolphinz)
- 2008 : Petz Wild Animals: Tigerz
- 2008 : Bunnyz
- 2008 : Fashon Dogz (Petz: Dogz Fashion)
- 2008 : Planète Nature : Au secours des animaux sauvages (Petz Rescue: Wildlife Vet)
- 2008 : Planète Nature : Au secours des animaux marins (Petz Rescue: Ocean Patrol)
- 2008 : Planète Nature : Au secours de l'île tropicale (Petz Rescue: Endangered Paradise)
- 2008 : Petz Sports : Chiots et Compagnie (Petz Sports: Dog Playground)
- 2008 : Petz : Ma Famille Chatons (Petz: Catz Clan / Petz: My Kitten Family)
- 2008 : Petz : Ma Famille Chiots (Petz: Dogz Pack / Petz: My Puppy Family)
- 2008 : Petz : Ma Famille Hamsters (Petz: Hamsterz Bunch)
- 2008 : Petz : Ma Famille Singes (Petz: Monkeyz House / Petz: My Monkey Family)
- 2008 : Petz: Crazy Monkeyz
- 2008 : Petz: Horse Club
- 2009 : Petz : Ma Famille Poulains (Petz: Horseshoe Ranch)
- 2009 : Petz : Ma Famille Pandas (Petz: My Baby Panda)
- 2009 : Petz Fashion: Dogz and Catz
- 2009 : Petz: Pony Beauty Pageant (Poney Club by Alexandra Ledermann)
- 2009 : Petz: Cat Superstar (Petz: Catz Family)
- 2009 : Petz: Dog Superstar (Petz: Dogz Family)
- 2009 : Petz: Hamster Superstar (Petz: Hamsterz Family)
- 2009 : Petz: Saddle Club
- 2009 : Petz: Dolphinz Encounter
- 2009 : Petz: Nursery
- 2009 : Petz: Dogz Talent Show
- 2009 : Petz: Hamsterz Superstarz
- 2010 : Petz Fantasy: Moonlight Magic
- 2010 : Petz Fantasy: Sunshine Magic
- 2010 : Petz: Playschool
- 2010 : Petz: Horsez Family
- 2010 : Petz: Catz Playground
- 2010 : Petz: Nursery 2
- 2011 : Petz: Bunnyz Bunch
- 2011 : Petz Fantasy 3D
- 2011 : Petz: Puppyz and Kittenz
- 2012 : Petz Beach
- 2013 : Petz Countryside